# واوکس ان امینیس
واوکس ان امینیس (به فرانسوی: Vaux-en-Amiénois) یک کمون در فرانسه است که در Canton of Villers-Bocage واقع شده‌است.

## خصوصیات
واوکس ان امینیس ۱۱٫۱۸ کیلومترمربع مساحت و ۴۳۷ نفر جمعیت دارد و ۴۰ متر بالاتر از سطح دریا واقع شده‌است.